# 용범
용범(鎔范) 또는 몰딩(moulding)은 구리로 된 도구를 만들기 위해 필요한 틀로서 거푸집 혹은 주형이다.

## 개요
구리가 발견되어 도구를 만들기 시작하면서 그 제작에 일찍부터 각종 용범이 사용되었다. 유럽에서는 돌로 만든 용범과 함께 점토로도 만들었고, 이집트와 인도에서는 밀랍(蜜蠟)으로 만든 용범이 발명되어 동물과 인물의 형상 등을 주조하였다. 중국에서는 용산문화기(龍山文化期)부터 청동기 제조에 사질토(砂質土)를 주로 사용하여 용범이 만들어졌다. 은대(殷代)까지는 주로 흙이나 돌로 만든 용범이 많이 이용되었으나, 주대(周代)에는 역시 밀랍으로 만든 것도 사용되었다.
청동기시대의 한반도에서는 돌로 만든 용범이 주로 사용되었고, 이것을 이용하여 다뉴세문경(多鈕細文鏡), 동검(銅劒), 동과(銅戈), 동모(銅矛), 동부(銅斧), 동포(銅泡), 동조침(銅釣針) 등이 만들어져 발견되고 있다. 해방 후 전라남도 영암군에서 청동기를 주조하였던 활석으로 만든 용범이 일괄적으로 출토되어 현재 숭실대학교 박물관에 소장되어 있다. 모두 청동기시대 후기에 해당되는 것으로 그 출토지는 영암군 서호면 독천리라고 전하여 오고 있으나, 최근 영암군 내 다른 곳에서 출토하였을 것이란 주장도 있어 앞으로 추가적인 검토가 필요하다.

## 같이 보기
- 숭실대학교 소장 용범
- 완주 갈동 출토 동검동과 거푸집 일괄
- 블로 몰딩
- 스탬핑

 본 문서에는 서울특별시에서 지식공유 프로젝트를 통해 퍼블릭 도메인으로 공개한 저작물을 기초로 작성된 내용이 포함되어 있습니다.